# Médaille Lorentz
La médaille Lorentz est un prix décerné par l'Académie royale des arts et des sciences néerlandaise (KNAW). Le prix a été fondé en 1926 à l'occasion du jubilé des 50 ans de doctorat de Hendrik Lorentz, membre de l'Académie et lauréat du prix Nobel. La médaille est décernée tous les quatre ans à des chercheurs du domaine de la physique théorique. Le jury est une commission non-permanente de la section Physique de la KNAW. La première médaille a été décernée en 1927 à Max Planck.

## Les lauréats
- 1927 : Max Planck, Allemagne

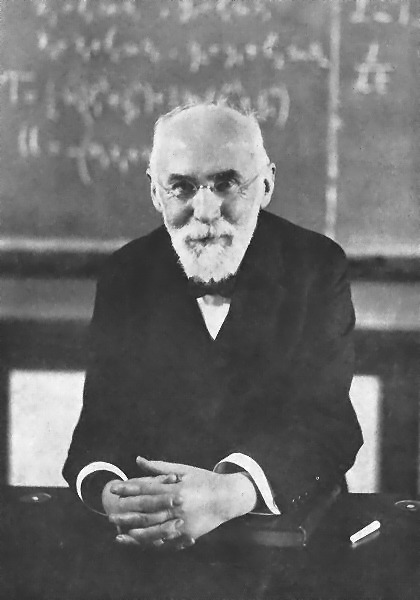
H. A. Lorentz.

- 1931 : Wolfgang Ernst Pauli, Suisse
- 1935 : Peter Debye, Allemagne
- 1939 : Arnold Sommerfeld, Allemagne
- 1947 : Hendrik Anthony Kramers, Pays-Bas
- 1953 : Fritz London, États-Unis
- 1958 : Lars Onsager, États-Unis
- 1962 : Rudolf Ernst Peierls, Grande-Bretagne
- 1966 : Freeman Dyson, États-Unis
- 1970 : George Uhlenbeck, États-Unis
- 1974 : John Hasbrouck van Vleck, États-Unis
- 1978 : Nicolaas Bloembergen, États-Unis
- 1982 : Anatole Abragam, France
- 1986 : Gerard 't Hooft, Pays-Bas
- 1990 : Pierre-Gilles de Gennes, France
- 1994 : A.M. Polyakov, États-Unis
- 1998 : Carl Edwin Wieman et Eric Allin Cornell, États-Unis
- 2002 : Frank Wilczek, États-Unis
- 2006 : L.P. Kadanoff, États-Unis
- 2010 : Edward Witten, États-Unis
- 2014 : Michael Berry, Royaume-Uni
- 2018 : Juan Martín Maldacena, Argentine-États-Unis
- 2022 : Daan Frenkel, Pays-Bas

## Voir également